# João de Borgonha, Conde de Charolais
João de Borgonha (em francês:  Jean de Bourgogne; 1231 – 29 de setembro de 1268) foi um nobre francês da Casa Capetiana de Borgonha, que foi Conde de Charolais e, por casamento, Senhor de Bourbon.
Era o segundo filho de Hugo IV, Duque da Borgonha e de sua mulher, Iolanda de Dreux.
Em fevereiro de 1248 casou com Inês (d. 1288), a herdeira de Arcambaldo IX, Senhor de Bourbon.  Após a morte do seu sogro em 1249, João tornou-se Senhor de Bourbon por direito de sua mulher (em latim: jure uxoris).
João e Inês tiveram uma filha:
- Beatriz (Beatrice)  (m. 1310), que herdou as possessões de ambos os pais. Em 1272, casou-se com o príncipe Roberto, Conde de Clermont, filho de São Luís, Rei de França, de quem descende a Casa de Bourbon.